# Gunde
Gunde är ett mansnamn med danskt ursprung, det är en form det fornnordiska namnet Gunnar, med betydelsen strid och krigare. Det finns 337 bärare i Sverige. Särskilt vanligt är namnet i Värmland.
Namnsdag: 9 januari.

## Personer med namnet Gunde
- Gunde Johansson - sångare och tonsättare.
- Gunde Svan - idrottsman.